# Zwei (Album)
Zwei ist das neunte Studioalbum der deutschen Punkband Slime. Es erschien am 15. Juli 2022 über das bandeigene Label Slime Tonträger sowie Hulk Räckorz und ist das erste Album mit dem neuen Sänger Tex Brasket, der den 2020 ausgestiegenen Dirk Jora ersetzte.

## Hintergrund
Nach dem unerwarteten Ausstieg von Dirk „Diggen“ Jora am 30. Juli 2020 und kurzzeitigen Auflösungsgerüchten, entstand bei Slime der unbedingte Wille, die Band fortzuführen. Ursprünglich sollte der als Straßenmusiker bekannte Tex Brasket für Slime im SO36 in Berlin eröffnen. Das Konzert musste aber wegen der COVID-19-Pandemie in Deutschland ausfallen. Später erinnerten sich Slime an den Sänger und Gitarristen und luden ihn ins Studio ein. Nach einer Probe entschloss sich die Band, es mit Tex Brasket als neuen Sänger zu versuchen. Das Album wurde 2021 im Studio Salon Berlin von Christian Mevs in Berlin-Lichtenberg eingespielt. Die Aufnahme betreute Michkah Wilke.
Am 17. Dezember 2021 erschien die erste Videoauskopplung Komm schon klar, die für Slime-Verhältnisse ungewöhnlich hart ausfällt. Am 21. Januar 2022 folgte die Videosingle Sein wie die und gaben erste Shows bekannt. Am 18. Februar folgte mit Bester Freund die dritte Auskopplung aus dem Album. Gleichzeitig wurde das neue Album mit dem Titel Zwei für den Sommer 2022 angekündigt. Eine Tourankündigung erfolgte im April 2022, die später noch erweitert wurde. Weitere Videos erschienen am 17. April mit Heute nicht und am 20. Juni 2022 mit Mea Culpa.
Das Album erschien am 15. Juli 2022 zunächst als Stream. Versionen auf CD und Doppel-LP folgten am 22. Juli 2022.

## Titelliste
Die Texte stammen alle von Tex Brasket, während die Musik größtenteils von Michael Mayer geschrieben wurde.
| #          | Titel                | Text           | Musik                           | Länge |
| ---------- | -------------------- | -------------- | ------------------------------- | ----- |
| 1.         | Komm schon klar      | Tex Brasket    | Michael Mayer-Poes              | 3:18  |
| 2.         | Heute nicht          | Tex Brasket    | Michael Mayer-Poes, Tex Brasket | 4:07  |
| 3.         | Nix von Punkrock     | Tex Brasket    | Michael Mayer-Poes              | 3:24  |
| 4.         | Safari               | Tex Brasket    | Michael Mayer-Poes, Tex Brasket | 3:27  |
| 5.         | Bester Freund        | Tex Brasket    | Michael Mayer-Poes              | 3:18  |
| 6.         | Taschenlampe         | Tex Brasket    | Tex Brasket                     | 4:28  |
| 7.         | Mea Culpa            | Tex Brasket    | Michael Mayer-Poes              | 4:07  |
| 8.         | Outlaw               | Tex Brasket    | Christian Mevs, Tex Brasket     | 3:50  |
| 9.         | Sein wie die         | Tex Brasket    | Tex Brasket                     | 4:26  |
| 10.        | Weil fickt euch alle | Tex Brasket    | Michael Mayer-Poes              | 3:25  |
| 11.        | Weggefegt            | Tex Brasket    | Tex Brasket                     | 3:31  |
| 12.        | Wut im Bauch         | Tex Brasket    | Michael Mayer-Poes, Tex Brasket | 3:28  |
| 13.        | Jagd                 | Tex Brasket    | Tex Brasket                     | 3:25  |
| 14.        | Lieben müssen        | Tex Brasket    | Michael Mayer-Poes              | 3:56  |
| 15.        | Scheiß Beerdigung    | Tex Brasket    | Michael Mayer-Poes              | 3:27  |
| Bonustrack |                      |                |                                 |       |
| 16.        | Ebbe und Flut 2      | Andreas Hüging | Michael Mayer-Poes              | 4:27  |

## Musik und Textinhalte
Ein großes Thema auf dem Album nimmt Tex Braskets Bezug zum Thema Obdachlosigkeit ein. Brasket rutschte 2016 nach einer Trennung und einem Umzug von den Vereinigten Staaten nach Berlin in die Wohnungslosigkeit ab. Ursprünglich wollte er eine Umschulung machen, fand jedoch keine dauerhafte Bleibe. So verdiente er sich sein Geld als Straßenmusiker, bis er sich ganz auf die Musik konzentrierte. Diese Erfahrungen gibt er in Liedern wie Komm schon klar weiter. Auch seine Erfahrung mit der Hausbesetzer-Szene (Taschenlampe) und der eigene Umgang mit Suchtmitteln (Bester Freund) ist Thema der Texte. Ein weiteres Thema ist der sexuelle Missbrauch in der Kirche in Mea Culpa. Ebbe und Flut vom vorhergehenden Album Wem gehört die Angst? wurde als Bonustrack neu aufgelegt.
Musikalisch wurde die Musik etwas rockiger, wobei insbesondere in den sozialen Netzwerken von einigen Fans bemängelt wurde, die Musik würde nun mehr nach Deutschrock klingen. Dem gegenüber sagte Kai Butterweck in seiner Rezension, das Brasket nun auch „stadiontaugliche Deutschrock-Vibes mit an den Tisch“ brächte. Dies würde ihn an Broilers erinnern. Deutschrock-Vergleiche lehnt die Band ab, verweist aber darauf, dass man nun eben musikalisch auch gereift sei und weniger „Trash-Punk“ als früher spielen würden. Fünf Songs stammen auch aus Braskets Zeit als Straßenmusiker. Musikalisch wurden diese jedoch mit der Band umarrangiert.

## Rezensionen
Das Ox-Fanzine wählte das Album in der Rubrik „Top of the Ox“ zu den 10 besten Platten im Juni/Juli 2022. In seiner Rezension schrieb Triebi Instabil, dass ihn das Album ähnlich abgeholt habe, wie die beiden Alben Alle gegen Alle und Schweineherbst „Damit ist SLIME etwas gelungen, das nur wenigen Bands glückt – sich nach all den Jahren neu zu erfinden und nicht selbst zu kopieren.“
Auf Laut.de besprach Kai Butterweck das Album eher wohlwollend und kommt zum Fazit: „Klammert man die Geschichte der Band aus, klatscht man als Punkrock-Fan nach einer Stunde Spielzeit und 16 (!) mehr oder weniger krachenden Songs anerkennend in die Hände.“

## Erfolg
Das Album erreichte Platz 7 der deutschen Albumcharts. Damit erreichte Slime die höchste Chartplatzierung ihrer Karriere.